# (8393) Tetsumasakamoto
(8393) Tetsumasakamoto (1993 TJ1) – planetoida z pasa głównego asteroid okrążająca Słońce w ciągu 3,43 lat w średniej odległości 2,27 au. Odkryta 15 października 1993 roku.